# 矢島倫太郎
矢島 倫太郎（やじま りんたろう、1993年1月9日 - ）は、埼玉県東松山市出身のサッカー選手。ポジションはミッドフィールダー。

## 来歴

### プロ入り前
幼少期を、埼玉県東松山市で過ごす。
サッカーを、地元・新明幼稚園
「 GET スポーツスクール 」にて始める。
2007年から2011年まで浦和レッズの下部組織に所属した。2008年にはU-16日本代表にも選出されている。
2011年より明治大学に進学。

### SVホルン
2015年2月にエアステリーガ（オーストリア2部）に属するSVホルンとアマチュア契約を結び、セカンドチームに加入。トップチームの練習に参加しながら主にオーストリア6部に属するセカンドチームの試合に出場した。
2015年7月、トップチームがレギオナルリーガ東部（オーストリア3部）に降格したと同時にクラブとプロ契約を結び、正式にトップチームの一員となる。2015－16年シーズンでのリーグ戦出場は6試合のみであったが、チームがエアステリーガ（オーストリア2部）に復帰した2016-17年シーズンでは32試合に出場した。
2016年9月16日のFCリーフェリング戦でリーグ戦初得点を決めた。
2017年6月29日にSVホルンを退団することが発表された。

### ザクセン・ライプツィヒ
2017年9月、ドイツ4部のFCザクセン・ライプツィヒに移籍することが決まった。2017-18年シーズンでは公式戦33試合に出場し4得点を記録した。

### ZFCモイゼルヴィッツ
2018年7月、ドイツ4部のZFCモイゼルヴィッツに移籍することが決まった。2018-19年シーズンでは公式戦36試合に出場し4得点5アシストを記録した。

### ベルリナーAK07
2019年7月、ドイツ4部のベルリナーAK07に移籍することが決まった。2019-20年シーズンでは公式戦15試合に出場し1得点を記録した。
2020年4月、Berliner AK 07との契約を更新した。2020-21年シーズンでは公式戦16試合に出場し2得点を記録。コロナウィルスの影響により、公式戦数は少なかったが、全ての試合に出場した。
2021年4月、Berliner AK 07との契約を更新した。2021-22年シーズンでは公式戦39試合に出場し1得点を記録した。出場時間はフィールドプレイヤーのなかではチーム最多。
2022年7月、Berliner AK 07との契約を更新した。2022-23年シーズンでは公式戦26試合に出場し2得点を記録した。

### VSG Altglienicke
2023年6月、ドイツ4部のVSGアルトグリーニッケに移籍することが決まった。2023-24シーズンでは公式戦20試合に出場した。

### SV Tasmania Berlin
2024年6月、ドイツ5部のSVタスマニアベルリンに移籍することが決まった。

## 所属クラブ
ユース経歴
- GET サッカースクール新明
- 東松山新宿サッカースポーツ少年団
- 浦和レッズジュニアユース
- 2008年 - 2010年 浦和レッズユース（埼玉県立与野高等学校）
- 2011年 - 2014年 明治大学

アマチュア経歴
- 2015年2月 - 同年6月  SVホルン・セカンドチーム

プロ経歴
- 2015年7月 - 2017年6月  SVホルン
- 2017年8月 - 2018年6月  FCザクセン・ライプツィヒ
- 2018年7月 - 2019年6月  ZFCモイゼルヴィッツ
- 2019年7月 - 2023年6月  ベルリナーAK07
- 2023年7月 - 2024年6月  VSGアルトグリーニッケ
- 2024年7月 -   SVタスマニアベルリン

## 個人成績
| 国内大会個人成績 | 国内大会個人成績 | 国内大会個人成績 | 国内大会個人成績 | 国内大会個人成績                            | 国内大会個人成績 | 国内大会個人成績 | 国内大会個人成績 | 国内大会個人成績 | 国内大会個人成績 | 国内大会個人成績 | 国内大会個人成績 |
| 年度             | クラブ           | 背番号           | リーグ           | リーグ戦                                    | リーグ戦         | リーグ杯         | リーグ杯         | オープン杯       | オープン杯       | 期間通算         | 期間通算         |
| 年度             | クラブ           | 背番号           | リーグ           | 出場                                        | 得点             | 出場             | 得点             | 出場             | 得点             | 出場             | 得点             |
| 日本             | 日本             | 日本             | 日本             | リーグ戦                                    | リーグ戦         | リーグ杯         | リーグ杯         | 天皇杯           | 天皇杯           | 期間通算         | 期間通算         |
| ---------------- | ---------------- | ---------------- | ---------------- | ------------------------------------------- | ---------------- | ---------------- | ---------------- | ---------------- | ---------------- | ---------------- | ---------------- |
| 2014             | 明治大           | 10               | -                | -                                           | -                | -                | -                | 2                | 1                | 2                | 1                |
| オーストリア     | オーストリア     | オーストリア     | オーストリア     | リーグ戦                                    | リーグ戦         | リーグ杯         | リーグ杯         | オーストリア杯   | オーストリア杯   | 期間通算         | 期間通算         |
| 2014-15          | ホルン           | 20               | エアステ         | 5                                           | 0                | -                | -                | -                | -                | 5                | 0                |
| 2015-16          | ホルン           | 20               | レギオナル       | 6                                           | 0                | -                | -                | 0                | 0                | 6                | 0                |
| 2016-17          | ホルン           | 20               | エアステ         | 33                                          | 2                | -                | -                | 2                | 0                | 35               | 2                |
| ドイツ           | ドイツ           | ドイツ           | ドイツ           | リーグ戦                                    | リーグ戦         | リーグ杯         | リーグ杯         | DFBポカール      | DFBポカール      | 期間通算         | 期間通算         |
| 2017-18          | ケミーライブチヒ | 30               | レギオナル       | 28                                          | 3                | -                | -                | 5                | 1                | 33               | 3                |
| 2018-19          | モイゼルヴィッツ | 14               | レギオナル       | 32                                          | 4                | -                | -                | 4                | 0                | 36               | 4                |
| 2019-20          | ベルリナーAK     | 8                | レギオナル       | 13                                          | 1                | -                | -                | 2                | 0                | 15               | 1                |
| 2020-21          | ベルリナーAK     | 8                | レギオナル       | 12                                          | 1                | -                | -                | 4                | 1                | 16               | 2                |
| 2021-22          | ベルリナーAK     | 8                | レギオナル       | 36                                          | 1                | -                | -                | 3                | 0                | 39               | 1                |
| 2022-23          | ベルリナーAK     | 8                | レギオナル       | 25                                          | 2                | -                | -                | 1                | 0                | 26               | 2                |
| 通算             | オーストリア     | オーストリア     | エアステ         | 38                                          | 2                | -                | -                | 2                | 0                | 40               | 2                |
| 通算             | オーストリア     | オーストリア     | レギオナル       | 6                                           | 0                | -                | -                | 0                | 0                | 6                | 0                |
| 通算             | ドイツ           | ドイツ           | レギオナル       | 146                                         | 12               | -                | -                | 19               | 2                | 165              | 4                |
| 通算             | 日本             | 日本             | 他               | 0                                           | 0                | -                | -                | 2                | 1                | 2                | 1                |
| 総通算           | 総通算           | 総通算           | 総通算           | 190\|\|14\|\|0\|\|0\|\|23\|\|3\|\|213\|\|17 |                  |                  |                  |                  |                  |                  |                  |

## タイトル

### チーム

#### SVホルン
- レギオナルリーガ東部（3部）：1回（2015-16年）

## 代表歴
- 2008年U-16日本代表